# Mason Ryan
Pour les articles homonymes, voir Griffiths.
Barri Griffiths (né le 13 janvier 1982 à Tremadog), plus connu sous le nom de Mason Ryan est un catcheur (lutteur professionnel) gallois. Il commence sa carrière de catcheur en Grande-Bretagne en 2007 tout en étant acteur dans la série Gladiators. Il signe un contrat avec la World Wrestling Entertainment en 2010. Il s'y fait connaître en étant membre de The New Nexus, un clan dirigé par CM Punk. Une fois le clan dissout, il cesse d'être mis en valeur et la WWE met fin à son contrat en 2014. Il continue sa carrière jusqu'en 2015 et se reconvertit en artiste en travaillant pour le Cirque du Soleil.

## Cinéma
Griffiths est apparu dans la deuxième série de la reprise Gladiators (au Royaume-Uni), émission télévisée en 2009, il a participé sous le nom de Goliath. Il a dû se laisser pousser la barbe en particulier pour le rôle.

## Carrière de catcheur

### Entraînement (2006-2008)
Griffiths s'entraîne auprès d'Orig Williams et commence à lutter sous le nom de Celtic Warrior. Il s'est alors formé dans une école de catch à Birkenhead. Avant d'apparaître dans Gladiators, Griffiths avait lutté sous les noms Celtic Warrior et Smackdown Warrior depuis 2007, et avait participé à près de 100 matches dans de nombreux pays dont l'Égypte et le Venezuela. Il a représenté le Royaume-Uni dans une bataille du match des Nations par équipes entre le Royaume-Uni et l'Autriche, faisant équipe avec Drew McIntyre et Sheamus O'Shaunessy, dans une cause perdante à Chris Raaber, Michael Kovac, et Robert Ray Kreuzer. À la suite de sa signature avec la World Wrestling Entertainment (WWE), Griffiths a dû faire son dernier spectacle au pays de Galles à Y Ganolfan, Porthmadog en octobre 2008, où il a gagné un match simple, avant de remporter une bataille royale.

### World Wrestling Entertainment (2009-2014)

#### Florida Championship Wrestling (2009-2011)

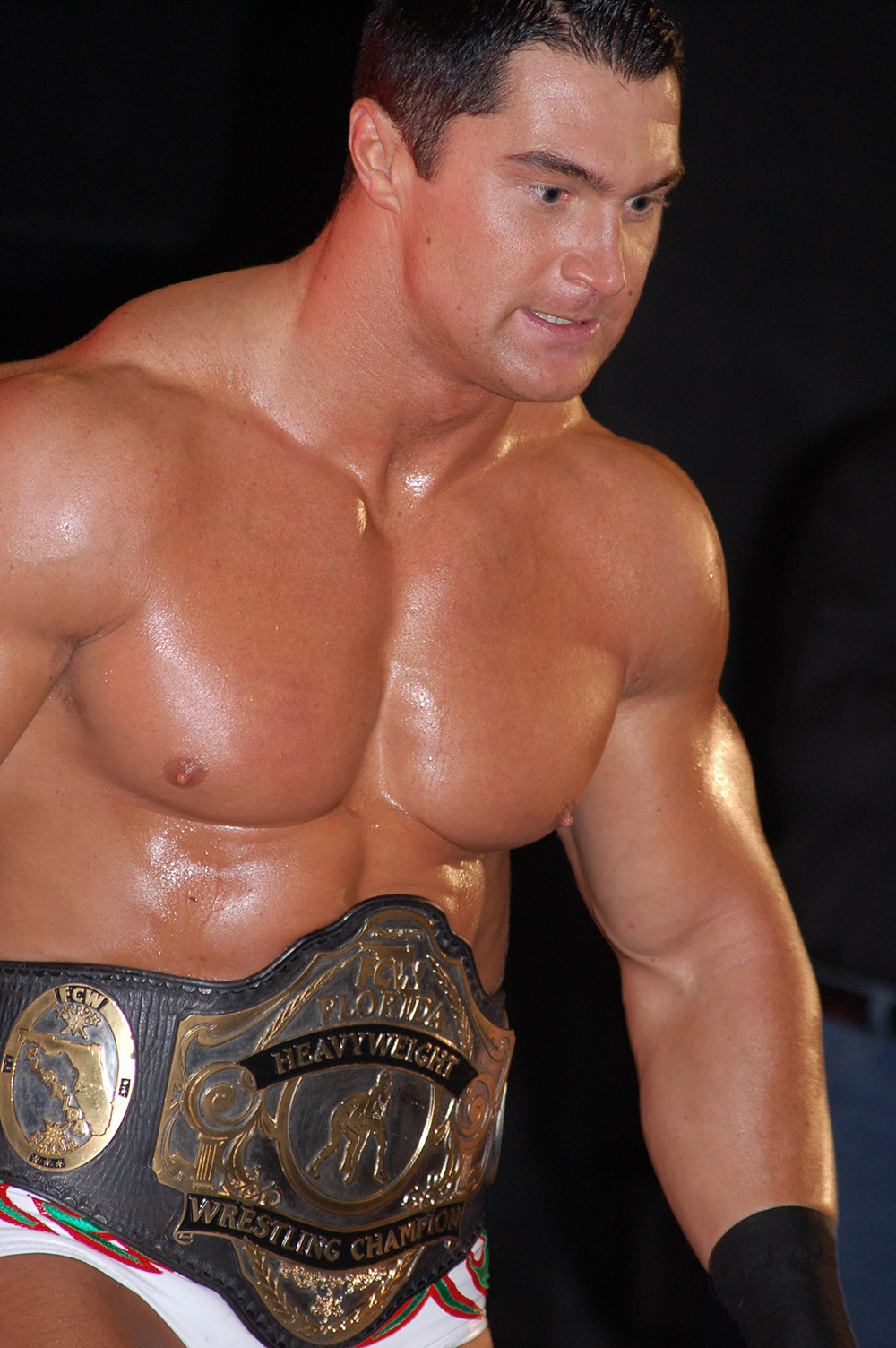
Mason Ryan en tant que champion poids-lourd de la FCW en 2010.

À la mi-2009, Griffiths a signé un contrat avec la WWE. Quand il a reçu son visa de travail, il a fait ses débuts dans leur club-école, la Florida Championship Wrestling (FCW) en janvier 2010. Sous le nom de Mason Ryan, il a concouru contre des lutteurs dont Johnny Curtis, Tyler Reks, Johnny Prime, et Hunico pour ses premiers matches.
Le 22 juillet, Ryan a remporté un match triple menace contre le champion en titre Alex Riley et Johnny Curtis en faisant le tombé sur Riley pour gagner le FCW Florida Heavyweight Championship pour la première fois.

#### The Nexus et Blessure (2011)

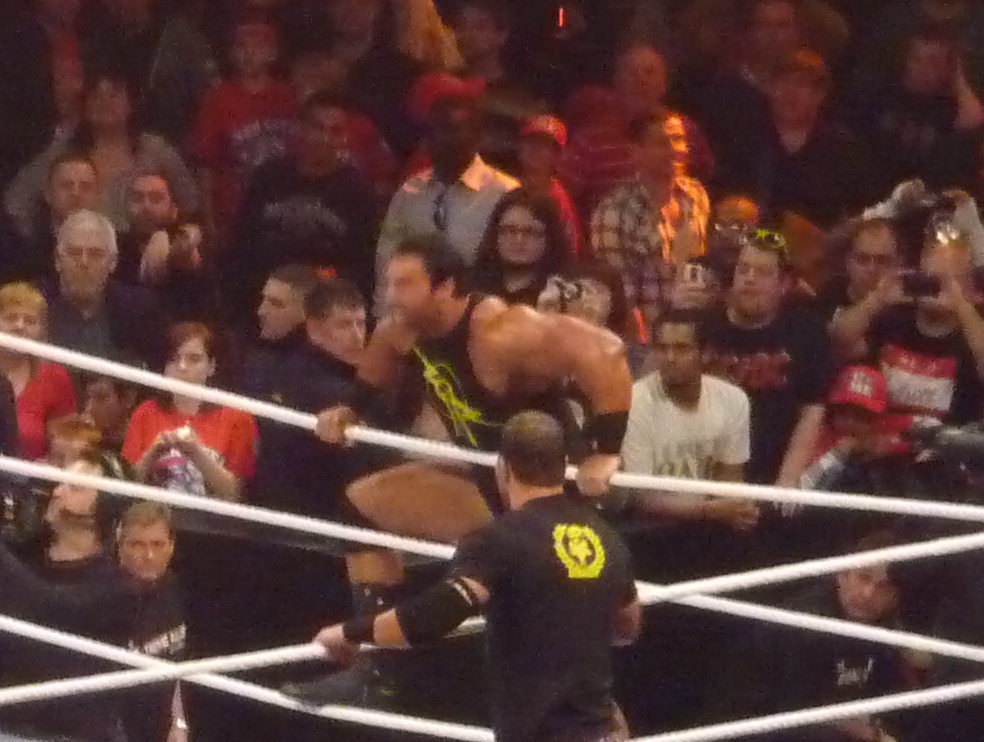
Mason Ryan en tant que membre de la Nexus.

Griffiths fait ses débuts télévisés à la WWE le 17 janvier 2011 à Raw en attaquant CM Punk durant son match face à John Cena, lui permettant ainsi de l'emporter par disqualification, les fans ont d'abord cru que c'était Batista en raison de sa ressemblance. Après son intervention, CM Punk lui présente le brassard à l'effigie de la Nexus, et l'engage ainsi dans le groupe. Ryan participe au Royal Rumble match où il élimine The Great Khali et Booker T avant de se faire éliminer par John Cena. Le 7 février, Ryan fait son premier match à Raw, en perdant par disqualification face à R-Truth, refusant de lâcher la prise.
Lors d'Over the Limit, il fait équipe avec CM Punk face à Kane et Big Show pour les Championnats par équipes, mais ne parviennent pas à remporter le match. Blessé lors d'un house show en juin, il sera absent de 6 semaines à 6 mois.

#### Carrière en solo et départ (2011-2014)
Ryan fait son retour en tant que face le 8 septembre à Superstars en battant JTG après son nouveau finisher, le Pumphandle slam.
Il perdra avec la Team Orton aux Survivor Series.
Il est licencié de la WWE le 30 avril 2014.

### Circuit indépendant (2014-2015)
Il fait ses débuts à la PWS le 7 juin en gagnant contre The Lifeguard. Le 16 août, il fait ses débuts pour la fédération WrestleSport et bat Adam Pearce pour devenir le Premier WrestleSport Heavyweight Champion.
Le 18 octobre 2014, il bat John Klinger et remporte le wXw Shotgun Championship. Le lendemain, il perd le wXw Shotgun Championship contre John Klinger.
Le 30 mai 2015, il perd le WrestleSport Heavyweight Championship contre Chris Masters.

## Palmarès
- American Pro Wrestling Alliance
  - 1 fois APWA Tri State Championship
- Florida Championship Wrestling
  - 1 fois FCW Florida Heavyweight Championship
- United Pro Wrestling Association
  - 1 fois UPWA World Heavyweight Championship
- Westside Xtreme Wrestling
  - 1 fois wXw Shotgun Championship
- WrestleSport
  - 1 fois WrestleSport Heavyweight Championship

## Récompenses des magazines
- Pro Wrestling Illustrated

| Année | 2010 | 2011 | 2012 | 2013 | 2014 |
| ----- | ---- | ---- | ---- | ---- | ---- |
| Rang  | 366  | 119  | 136  | 286  | 322  |

## Vie privée
Griffiths a été à l'école primaire de Tremadog, pays de Galles et Ysgol Eifionydd, école secondaire de Porthmadog, avant d'étudier la gestion de la construction à l'Université de Cardiff. Griffiths a travaillé comme stagiaire en menuiserie, et dans les affaires de sa famille au salon funéraire avant de devenir un lutteur professionnel.
Griffiths a joué au football en tant que milieu de terrain pour le club gallois Porthmadog FC, mais a dû s'arrêter en raison d'une blessure au genou. En 2015, il se marie au Pays de Galles avec une femme du nom de Julie Rolfe,.